# Выше Солёное
Вы́ше Солёное либо Вы́сшее Солёное либо Вы́ше-Солёная (укр. Вище Солоне) — село,
Выше-Солёненский сельский совет,
Боровский район,
Харьковская область, Украина.
Код КОАТУУ — 6321081001. Население по переписи 2001 г. составляло 473 (218/255 м/ж) человека.
Являлось до 2020 года административным центром Вышесолёненский сельский совет, в который, кроме того, входило село Ниже Солёное.

## Географическое положение
Село Высшее Соленое находится у истоков небольшой реки Солёная, которая через 5 км впадает в Оскольское водохранилище.
Ниже по течению примыкает село Нижнее Соленое.
Между сёлами на реке плотина, которая образует Верхне-Солёновское водохранилище.
Вдоль Оскольского водохранилища проходит железная дорога, ближайшая станция Пост 45 км.

## История
- 1780-е года — дата первого упоминания слободы Выше Солёной[9].
- При СССР в селе работал колхоз «Ленинский путь» (укр. Ленiнський шлях), названный в честь В. И. Ленина, в котором были гараж и комплекс крупного рогатого скота (КРС).[3]
- В 1993 году в селе действовали Выше-Солёненский сельский совет, участковый пункт милиции РОВД, библиотека, сбербанк, отделение связи, Дом быта, медпункт, школа, детский сад, подстанция ЛЭП, магазины, гараж, газораспределительный пункты (ГРП) № 1 и № 2, колхоз.[3]

## Происхождение названия
Слобода была названа так потому, что расположена выше по течению реки Солёной — по сравнению со слободой Ниже Солёной.

## Экономика
- В селе при СССР была молочно-товарная ферма (МТФ).
- «Солёненское» (укр. Солонiнське), агрофирма.

## Достопримечательности
- Братская могила воинов РККА и советских партизан. Похоронены 6 павших воинов и 2 партизана.

## Экология
- Через село проходит ЛЭП 330 кВ.